# Puschkin
Puschkin is een wodka afkomstig uit Berlijn. Tijdens de Oktoberrevolutie vluchtten veel Russische families naar Duitsland, waardoor ook  dit wodkarecept uit de tsarentijd in Berlijn terechtkwam. Puschkin wordt sinds 1929 volgens onveranderd recept gedistilleerd.

## IJsfiltratie
Puschkin wodka wordt drie keer gedistilleerd en enkele malen gefilterd. De laatste filtering gebeurt door middel van ijsfiltratie. Deze techniek is gebaseerd op een Oud-Russische traditie waarbij een houten vat gevuld met wodka ‘s nachts buiten in de vrieskou werd geplaatst. Onzuiverheden in de wodka zetten zich door de kou tegen de wanden van het vat af, waardoor de volgende dag de zuivere wodka kon worden afgetapt.
Het door Puschkin toegepaste ijsfiltratie procedé is de moderne variant op bovengenoemde methode. Het is een kostbaar en tijdsintensief proces waarbij men het wodka distillaat tot een dusdanig lage temperatuur brengt dat zelfs de kleinste onzuiverheden tegen de wand van de ijskoude filtratietanks bevriezen. Deze onzuiverheden worden vervolgens uit het distillaat gefilterd waardoor een zuivere en pure wodka ontstaat.

## Flavoured wodka’s
In 1994 werd de eerste flavoured wodka geïntroduceerd: Puschkin Red, grondlegger van de hedendaagse flavoured wodka’s.
Na de productie van Puschkin Red dat op basis van bloedsinaasappels wordt gemaakt en Puschkin Black dat op basis van bramen wordt gemaakt werd in 1998 ook Puschkin Timewarp geïntroduceerd. Deze goudgele wodkamix met cafeïne en taurine is de laatste toevoeging van de serie Puschkin wodka’s.